# Квинт Юний Блез (консул 28 г.)
Вижте пояснителната страница за други личности с името Квинт Юний Блез.
Квинт Юний Блез (на латински: Quintus Iunius Blaesus; † 36 г.) e политик, сенатор и суфектконсул на ранната Римска империя.

## Биография
Произлиза от клон Блез на фамилията Юнии. Той е син на Квинт Юний Блез (консул 10 г.), чичо на Сеян.. Брат е на Квинт Юний Блез (консул 26 г.).
Квинт служи като военен трибун при баща си в Панония (14 г.). През 22 г. е легат в провинция Африка. През 28 г. той е суфектконсул заедно с Луций Антисций Вет.
Квинт и брат му се самоубиват, накърнени от Тиберий, през 36 г.